# Informacje (Polsat)
Informacje – serwis informacyjny ukazujący się na antenie telewizji Polsat od 15 sierpnia 1993 do 10 października 2004. "Informacje" były pierwszym w ogólnopolskiej telewizji komercyjnej programem informacyjnym.
Początkowo serwis był nadawany o godzinie 16:00, 19:50, a ostatnie wydanie o różnej porze późnowieczornej (nocnej) jako "Biznes Informacje" w dni robocze z wyjątkiem piątków. W późniejszym czasie dwa pierwsze wydania przeniesiono na godziny 15:45 i 18:45.
Pierwszym szefem redakcji był Jarosław Sellin. W zespole byli także Tadeusz Święchowicz, Artur Tamborski, Tomasz Jabłoński i Wojciech Szeląg. Po odejściu Sellina w 1998 do rządu Jerzego Buzka zespół na stanowisko szefa redakcji wybrał Piotra Michalaka, a po jego rezygnacji ze względów zdrowotnych Krzysztofa Panka. W tym czasie główną postacią serwisu stała się Dorota Gawryluk, która do 2004 pełniła funkcję szefa ds. publicystyki telewizji Polsat. W dniu 1 września 2003 wydanie główne zostało przeniesione na godzinę 18:30.
W 2004 po objęciu przez Tomasza Lisa stanowiska dyrektora programowego Polsatu "Informacje" zostały zastąpione przez "Wydarzenia". W zespole pojawiły się nowe twarze, po fuzji redakcji Informacji i Dziennika TV4 do nowo utworzonego serwisu przeszły m.in. Hanna Smoktunowicz i Iwona Kutyna.

## Wybrani redaktorzy

### Prezenterzy
- Jarosław Sellin (1993–1998)
- Adam Pawłowicz (1993–1995)
- Wojciech Szeląg (1993–2004)
- Urszula Rzepczak (1995–2004)
- Joanna Lichocka (1994–2001)
- Dorota Gawryluk (1995–2004)
- Jarosław Gugała (2003–2004)

### Reporterzy
- Agnieszka Mosór (1998–2004)
- Jerzy Tepli
- Ewa Żarska (2000–2004)
- Radosław Kietliński (2000–2004)
- Piotr Barełkowski

### Sport
- Krzysztof Wanio
- Jacek Kostrzewa (1994–2002)
- Bożydar Iwanow (2002–2004)
- Mateusz Borek  (2001–2004)
- Karolina Szostak (1997–2004)
- Jerzy Mielewski (2002–2004)

### Pogoda
- Marek Horczyczak (1994–2004)
- Izabela Kuna (1996)